# Macinhata do Vouga
Macinhata do Vouga es una parroquia portuguesa del municipio de Águeda, con 32,98  km² de área y 3581 habitantes (2001).